# Hydraena scintilla
Hydraena scintilla är en skalbaggsart som beskrevs av Perkins 1980. Hydraena scintilla ingår i släktet Hydraena och familjen vattenbrynsbaggar. Inga underarter finns listade i Catalogue of Life.